# Palagruški prag
Palagruški prag je oko 150 km dug i do 130 m dubok podmorski prag (nazvan po otoku Palagruži). Pruža se od otoka Lastova do poluotoka Gargano na istočnoj obali Apeninskoga poluotoka. Prema jugoistoku se dno od Palagruškoga praga spušta u Južnojadransku kotlinu, gdje najveća dubina iznosi 1228 m.  Palagruški prag dijeli Jadransko more na sjeverni plitki i južni dio u velikoj sinklinali.